# Pantanal Linhas Aéreas
Pantanal Linhas Aereas Sul-Matogrossenses (mã IATA = P8, mã ICAO = PTN) là hãng hàng không của Brasil, trụ sở ở São Paulo. Hãng có các tuyến đường quốc nội ở vùng Nam và Trung Tây Brazil. Căn cứ chính của hãng ở Sân bay quốc tế Congonhas-São Paulo, São Paulo.

## Lịch sử
Pantanal Linhas Aéreas được thành lập ngày 12.4.1993 ở Campo Grande, Mato Grosso do Sul. Pantanal Linhas Aéreas là hãng hàng không đầu tiên của Brazil sử dụng loại máy bay ATR 42 vào tháng 12/1993. Năm 1995 hãng được chính quyền cho lãnh chở các nhân viên của Công ty dầu khí Petrobras khắp vùng Amazon, nhưng không được bao lâu thì ngưng.

## Các nơi đến
(Tháng 7.2007): 
- Araçatuba
- Bauru
- Juiz de Fora
- Marília
- Presidente Prudente
- São Paulo

## Đội máy bay
(Tháng 3/2007]]):
- 2 ATR 42-300
- 2 ATR 42-320